# Noita
Noita  ("curandero" en finés) es el noveno álbum de estudio de la banda finesa de folk metal Korpiklaani. Fue lanzado el 5 de mayo de 2015 por Nuclear Blast.
La pista "Jouni Jouni" es un cover de la canción "Mony Mony" de Tommy James and the Shondells.

## Lista de canciones
| N.º | Título                     | Duración |  |
| 1.  | «Viinamäen mies»           | 2:58     |  |
| 2.  | «Pilli on pajusta tehty»   | 2:42     |  |
| 3.  | «Lempo»                    | 5:35     |  |
| 4.  | «Sahti»                    | 3:28     |  |
| 5.  | «Luontoni»                 | 3:01     |  |
| 6.  | «Minä näin vedessä neidon» | 6:08     |  |
| 7.  | «Jouni Jouni»              | 4:51     |  |
| 8.  | «Kylästä keväinen kehto»   | 4:41     |  |
| 9.  | «Ämmänhauta»               | 5:17     |  |
| 10. | «Sen verran minäkin noita» | 6:37     |  |
| 11. | «Antaja» (bonus track)     | 5:13     |  |

## Formación
- Jonne Järvelä - voz, guitarra
- Jarkko Aaltonen - bajo
- Matti "Matson" Johansson - batería
- Juho Kauppinen - acordeón
- Tuomas Rounakari - violín
- Kalle "Cane" Savijärvi - guitarra

## Posicionamiento
| Ranking (2015)                      | Posición más alta |
| ----------------------------------- | ----------------- |
| Austria (Ö3 Austria)                | 70                |
| Bélgica (Ultratop flamenca)         | 171               |
| Bélgica (Ultratop valona)           | 186               |
| Finlandia (Suomen Virallinen Lista) | 16                |
| Francia (SNEP)                      | 158               |
| Alemania (Offizielle Top 100)       | 46                |
| Suiza (Schweizer Hitparade)         | 61                |